# Geolycosa xera
Geolycosa xera là một loài nhện trong họ Lycosidae.
Loài này thuộc chi Geolycosa. Geolycosa xera được McCrone miêu tả năm 1963.